# Hot Fuss
Hot Fuss – debiutancki album pochodzącej z Las Vegas grupy The Killers. Docierając na pierwsze miejsca list przebojów zarówno w Wielkiej Brytanii jak i w Australii osiągnął 5 milionów sprzedanych kopii na świecie. 
Singlami promującymi ten płytę były w podanej kolejności: „Somebody Told Me”. „Mr. Brightside”. „All These Things That I've Done” i „Smile Like You Mean It”.

## Lista utworów
1. „Jenny Was a Friend of Mine” – 4:04
2. „Mr. Brightside” – 3:42
3. „Smile Like You Mean It” – 3:54
4. „Somebody Told Me” – 3:17
5. „All These Things That I've Done” – 5:01
6. „Andy, You're a Star” – 3:14
7. „On Top” – 4:18
8. „Change Your Mind” – 3:10
9. „Believe Me Natalie” – 5:06
10. „Midnight Show” – 4:02
11. „Everything Will Be Alright" – 5:45
12. „Glamorous Indie Rock & Roll” – 4:15